# Toxafene
Il toxafene è una miscela di reazione di circa 200 composti organici formata per clorurazione del canfene fino a un contenuto di cloro del 67-69% in peso.
La maggior parte dei composti facenti parte del toxafene (principalmente clorobornani, clorocanfeni e altri composti clororganici biciclici) hanno una formula chimica che varia dal C10H11Cl5 al C10H6Cl12, con una formula media C10H10Cl8. Il peso formula di questi composti è compreso tra 308 e 551 g/mol; la formula media teorica ha un valore di 414 g/mol. Il toxafene è solitamente un solido ceroso giallo o giallo ambrato. È sufficientemente volatile da poter essere trasportato per lunghe distanze nell'atmosfera.

## Tossicologia
Quando inalato o ingerito in quantità sufficiente può causare danni polmonari, renali, al sistema nervoso centrale e perfino può portare alla morte. È classificato dallo IARC come cancerogeno del gruppo 2B.

## Applicazioni
Il toxafene era usato come insetticida. Negli USA era principalmente usato nelle zone coltivate a cotone e soia delle regioni del sudest. Era anche usato per trattare la rogna nelle mandrie in California negli anni '70 sebbene fossero state riportate morie di capi dopo trattamento con toxafene.
Finalmente nel 1986 fu bandito da tutti gli usi negli USA.
Appartiene alla cosiddetta Sporca Dozzina o meglio POP, Persistant Organic Pollutant cioè Inquinante organico persistente, una lista di sostanze molto tossiche, undici delle quali furono messe fuori legge nel maggio 2004 quando la convenzione di Stoccolma entrò in vigore.

## Nomi commerciali e sinonimi
Agricide maggot killer; Alltex; Alltox; Camphechlor; Camphochlor; Camphofene huileux; Chem-phene; Chlorinated
camphene; Chlorocamphene; Clor chem t-590; Compound 3956; Crestoxo; Cristoxo-90; Ent 9,735; Estonox;
Fasco-terpene; Geniphene; Gy-phene; Hercules 3956; Hercules toxaphene; Kamfochlor; M 5055; Melipax; Motox;
Octachlorocamphene; Penphene; Phenacide; Phenatox; Polychlorcamphene; Polychlorocamphene; Strobane-t;
Synthetic 3956; Toxadust; Toxafeen; Toxakil; Toxaphene; Toxaphen; Toxon 63; Toxyphen; Vertac 90%; Canfene
clorurato.